# جيمي دويل (لاعب كرة قدم)
جيمي دويل (بالإنجليزية: Jamie Doyle)‏ (23 مايو 1985 بغلاسكو في المملكة المتحدة - ) هو لاعب كرة قدم بريطاني في مركز الوسط. لعب مع ليستر سيتي ونادي كلايد وCumnock Juniors F.C. ‏ ونادي اربوراث وجلينفتون أثلتيك ‏ وKirkintilloch Rob Roy F.C. ‏ وLanark United F.C. ‏ ونادي ألبيون روفرز وPollok F.C. ‏ وGlasgow United F.C. ‏ ونادي آير يونايتد.

## وصلات خارجية
- جيمي دويل على موقع قاعدة بيانات كرة القدم.إي يو (الإنجليزية)
- جيمي دويل على موقع Soccerbase.com (لاعب) (الإنجليزية)